# Psellonus planus
Psellonus planus är en spindelart som beskrevs av Simon 1897. Psellonus planus ingår i släktet Psellonus och familjen snabblöparspindlar. Inga underarter finns listade i Catalogue of Life.